# AN/USQ-17
AN/USQ-17 — прототип компьютера для боевой информационной системы NTDS, созданный компанией Sperry Rand для ВМФ США в конце 50-х годов. В корпоративной документации Sperry Rand он имел заводской индекс Univac M-460.
Над этим компьютером работал Сеймур Крэй перед своим уходом из Sperry Rand в только что образованную компанию Control Data Corporation. Вскоре после его ухода компания Sperry Rand получила 50-миллионный контракт на поставку этой системы в ВМФ США. Потеря ведущих инженеров, создававших машину и понимавших, как она работает, заставила Sperry Rand создать новую машину с нуля под кодом AN/USQ-20, сохранив только набор инструкций, чтобы программы, уже написанные для прототипа, могли работать на новой машине.